# 三谷村 (石川県河北郡)
三谷村（みたにむら）は、石川県河北郡に存在した村。

## 地理
- 現在の金沢市の北東部にあたり、森下川を中心とした谷に沿い展開する村である。東は富山県の境と接する。
- 村名は薬師谷村・小原谷村・直江谷村の、谷の字が付く三つの村が合併したことによる。
- 現在では国道304号、国道359号が通り、北陸自動車道が東西に貫通し、不動寺パーキングエリアがある。
- 山：権殿山、高窪峠
- 温泉：深谷温泉、薬師が丘温泉

## 歴史
- 1907年（明治40年）8月10日 - 薬師谷村、小原谷村及び直江谷村が合併して、三谷村が発足する。
- 1947年（昭和22年）5月3日 - 字釣部の区域が金沢市に編入する。金沢市釣部町となる。
- 1954年（昭和29年）6月1日 - 森本村、花園村、大場村、八田村及び三谷村が合併して、森本町が発足する。大字東原脇原は大字東原に名称を変更する、あとの35大字は森本町の大字に継承。